# Poříčany
Poříčany är en ort i Tjeckien.   Den ligger i regionen Mellersta Böhmen, i den centrala delen av landet, 40 km öster om huvudstaden Prag. Poříčany ligger 205 meter över havet och antalet invånare är 1 197.
Terrängen runt Poříčany är platt. Runt Poříčany är det ganska glesbefolkat, med 45 invånare per kvadratkilometer. Närmaste större samhälle är Český Brod, 5,6 km sydväst om Poříčany. Trakten runt Poříčany består till största delen av jordbruksmark.